# Passiflora unipetala
Passiflora unipetala är en passionsblomsväxtart som beskrevs av P.Jørg., Muchhala och J.M.Macdougal. Passiflora unipetala ingår i släktet passionsblommor, och familjen passionsblomsväxter. Inga underarter finns listade i Catalogue of Life.